# Geovelia orientalis
Geovelia orientalis – gatunek pluskwiaków różnoskrzydłych z rodziny plesicowatych.
Gatunek ten został opisany w 2011 roku przez Herberta Zettela na podstawie serii długoskrzydłych okazów obu płci, odłowionych w 2003 roku nad strumieniami Pagoda i Khaung Din, w Parku Narodowym Alaungdaw Kathapa.
Pluskwiak o ciele długości od 2,07 do 2,27 mm, ubarwionym głównie ciemnobrązowo z jaśniejszymi bokami ciała oraz spodem i przodem głowy, a odnóżami i czułkami głównie żółtawymi. Ponadto prawie całe ciało pokrywa białawe, srebrne lub złote owłosienie. Trzeci człon czułków jest nieco dłuższy od czwartego. Kłujka sięga za przedpiersie. Odnóża o pierwszym członie stopy wyraźnie dłuższym niż drugi, u samców z długim grzebykiem, ciągnącym się przez ćwierć długości przednich goleni. Na ciemnobrązowych przednich skrzydłach obecne są jaśniejsze żyłki oraz białe i kremowe kropki. Narządy rozrodcze samca z bardzo małym, prawie jajowatym pygoforem, małymi i tarczowatym proktigerem oraz sierpowatą paramerą.
Owad znany wyłącznie z birmańskiej prowincji Sikong.